# Sangarcía
Sangarcía es un municipio y localidad española de la provincia de Segovia en la comunidad autónoma de Castilla y León. Se encuentra en la Campiña Segoviana y tiene una superficie de 37,52 km².

## Geografía
| Noroeste: Santa María la Real de Nieva         | Norte: Santa María la Real de Nieva | Noreste: Marazuela  |
| Oeste: Santa María la Real de Nieva, Muñopedro |                                     | Este: Marazuela     |
| Suroeste: Muñopedro                            | Sur: Bercial, Marugán, Marazoleja   | Sureste: Marazoleja |

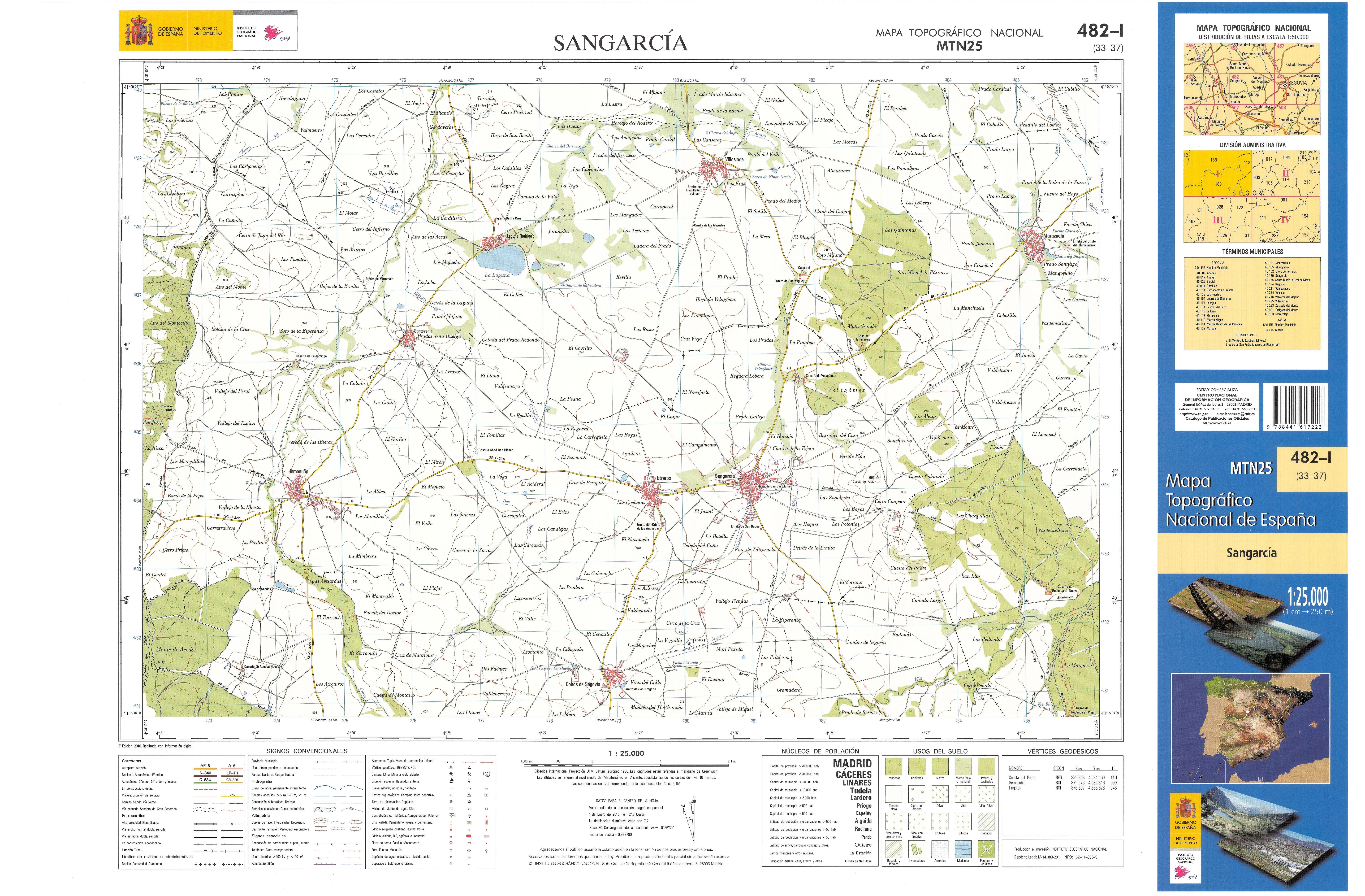
Fragmento de la hoja 481 del Mapa Topográfico Nacional de España de 2010 en el que se representa parte de Sangarcia

Aparte de Sangarcía, existen los siguientes núcleos de población:
- Cobos de Segovia, municipio independiente hasta 1970,[1][2] Entidad Local Menor desde 1980.[3]

- Etreros, municipio independiente hasta 1969.[1][4]

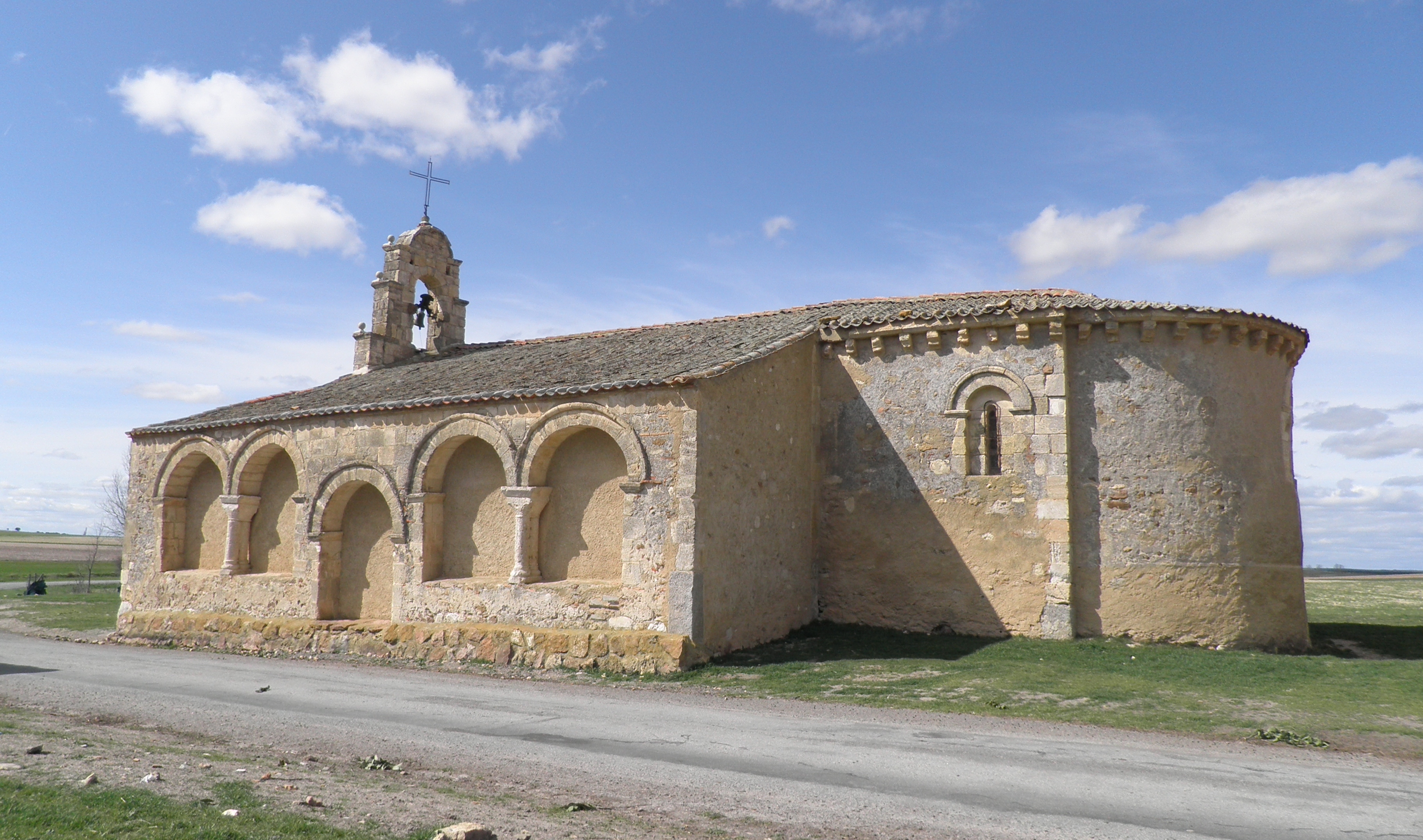
Ermita de San Miguel de Párraces, próxima al Caserío de Velagómez

- Caserío de Velagómez o San Miguel de Párraces

Durante el periodo comprendido entre 1970 y 1982 el actual municipio de Marazoleja perteneció al municipio de Sangarcía.

## Historia
Situado al oeste de la provincia de Segovia a unos 32 kilómetros de la capital. El origen del municipio hay que encontrarlo en la repoblación castellana. Nos remontamos a los siglos XI y XII. Su nombre por la devoción de los repobladores a Sant García, Abad benedictino del Monasterio de San Pedro de Arlanza en Burgos y consejero de Fernando I.
Segovia se repuebla en 1088, una vez el paso de Somosierra queda seguro tras la conquista de Toledo en 1085 por las tropas de Alfonso VI. Los territorios conseguidos adquieren su primera organización; también Segovia, que tendrá su propio alfoz en una Comunidad de Ciudad y Tierra que se divide en sexmos y que durará hasta que en 1480 la reina Isabel decide donar las tierras de Casarrubios y Valdemoro a Andrés Cabrera e Isabel de Bobadilla, señores de Moya —título otorgado por Enrique IV— hasta ese año, cuando Isabel eleva el rango a marquesado. Los lugares más propicios para la repoblación, en esta Tierra de Segovia, se encuentran en la llanura, al contrario que la primera repoblación de la Extremadura castellana que buscaba sitios más escarpados, como Sepúlveda o Maderuelo, cerca de la fertilidad que dan los ríos, como el Moros; a orilla de las viejas calzadas romanas, que este caso era la que unía a Coca con la propia Segovia. Sangarcía formó parte del Sexmo de La Trinidad. 
La historia de Sangarcía está unida a la de la antigua Abadía de Párraces (siglo XII), hoy en el término de Bercial, bajo cuya jurisdicción eclesiástica también estaban los lugares de Marugán, Bercial, Muñopedro, Aldeavieja (Ávila), el propio Cobos de Segovia y Etreros, hoy pertenecientes al término municipal de Sangarcía. De ahí que ni siquiera tuvieran pila bautismal por esa dependencia de la abadía. Aparece documentada por primera vez en 1168 donde el Arzobispo de Toledo confirma la donación de la Aldea de Sangarcía al Monasterio de Santa María de Párraces, que nació de la donación de la familia Blasco Galindo a los Canónigos de la Catedral (reglares de San Agustín).
Sus habitantes del siglo XVIII fueron famosos arrieros comercializando principalmente harina y trigo con Madrid. Llegó a tener cuatro molinos de chocolate, con la marca Garcisánchez alguno aún en pie. Tiene dos núcleos dependientes, Etreros como barrio y Cobos de Segovia como pedanía o entidad menor.

## Geografía humana

### Demografía
Cuenta con una población de 279 habitantes (INE 2024).
| Gráfica de evolución demográfica de Sangarcía entre 1842 y 2021 |
| |
| Población de derecho según los censos de población del INE Población de hecho según los censos de población del INEEn estos censos se denominaba San García: 1842 y 1857 Entre el censo de 1970 y el anterior, crece el término del municipio porque incorpora a 40507 (Cobos de Segovia), 40512 (Etreros) y 40520 (Marazoleja) Entre el censo de 1991 y el anterior, disminuye el término del municipio porque independiza a 40903 (Marazoleja) |

## Símbolos
El escudo heráldico y la bandera que representan al municipio fueron aprobados oficialmente el 14 de abril de 1998. El escudo se blasona de la siguiente manera: 

«Escudo partido. Primero de azur con un jarrón de azucenas, y saliente del mismo un brazo armado de una espada, todo en plata. Segundo, de gules con un acueducto de dos órdenes, de plata, mazonado de sable y puesto sobre diez peñascos de plata. Timbrado de la Corona Real Española.»
Boletín Oficial de Castilla y León nº 88/2002 de 10 de mayo de 2002

La descripción textual de la bandera es la siguiente:

«Cuadrada, de proporción 1:1, terciada al asta de rojo y el batiente azul, la partición cargada de un jarrón con azucenas, y saliente un brazo armado de una espada, todo en blanco.»
Boletín Oficial de Castilla y León nº 88/2002 de 10 de mayo de 2002

## Administración y política
| Periodo   | Nombre                           | Partido |
| --------- | -------------------------------- | ------- |
| 1979-1983 | Alberto Rubio Garcimartín        | UCD     |
| 1983-1987 | Francisco Martín Crespo          | AE      |
| 1987-1991 | Antonio Cid Gordo                | PDP     |
| 1991-1995 | Rufino de Gustín Garcimartín     | PSOE    |
| 1995-1999 | Juan José Cocero Polo            | PP      |
| 1999-2003 | Vicente Muñoz Fernanz            | AE      |
| 2003-2007 | Adolfo de Pablos Domínguez       | PP      |
| 2007-2011 | José Luis Delgado Garcimartín    | PSOE    |
| 2011-2015 | José Luis Delgado Garcimartín    | PSOE    |
| 2015-2019 | Jesús Manuel Yubero Fuentes      | PSOE    |
| 2019-2023 | Jesús Manuel Yubero Fuentes      | PSOE    |
| 2023-act. | Miguel Ángel Hernández Tortajada | PP      |

## Cultura

### Patrimonio
Iglesia de San Bartolomé
Declarada Bien de Interés Cultural por La Junta de Castilla y León. Sangarcía dependía de Párraces y de ahí la tardanza en levantar la iglesia que respondía a la riqueza del municipio. Construida en 1684 pues el siglo XVII es el momento de mayor esplendor económico del municipio. Levantada en ladrillo en estilo barroco y con tres puertas de acceso, a los pies y a los costados construidas en granito a diferencia del resto. Es de una sola nave, planta de cruz latina, la cúpula central muestra el símbolo de María en los jarrones de azucenas. Cuenta con una escalera de caracol para acceder a la tribuna y a la imponente espadaña. Destacamos en el interior el Cristo Crucificado, talla de madera que se cree procede de Párraces, varios retablos barrocos, de La Virgen del Carmen y del Santo Cristo de las Manchas de Sangarcía y otro de San Lorenzo y San Esteban. En el lado del Evangelio el de la patrona, un retablo para La Virgen de las Nieves,  Una pintura de El Martirio de San Bartolomé del pintor Bartolomé Montalvo, de familia adinerada de Sangarcía y pintor de cámara de Fernando VII, y piezas de orfebrería como la Cruz procesional. También cuenta con un órgano barroco de Francisco Ortega en funcionamiento.
Ermita de San Roque
Ermita con gran espadaña de ladrillo precedida por un camino con el tradicional vía crucis de granito
Casas de los Arrieros

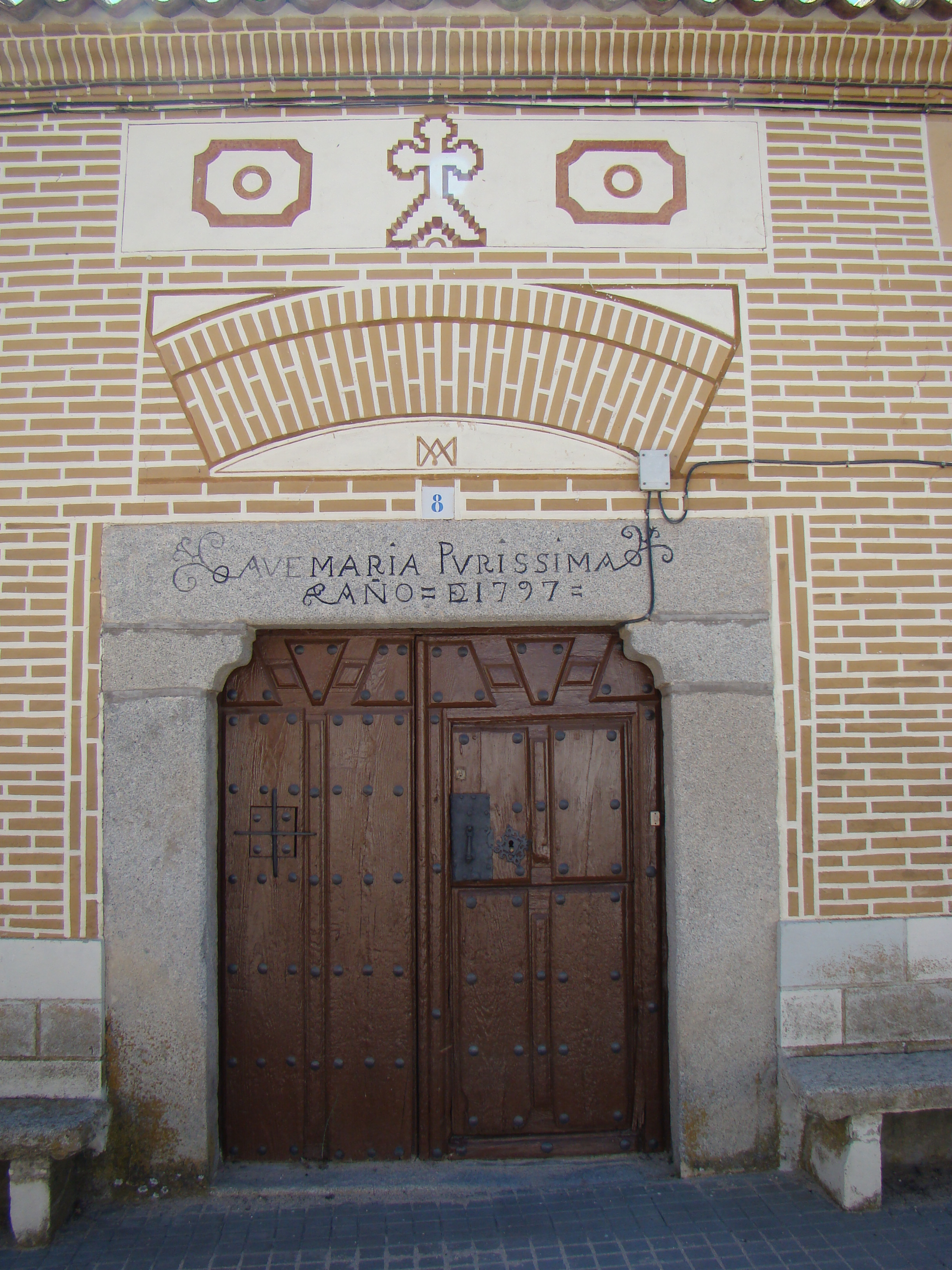
Casa de los Arrieros

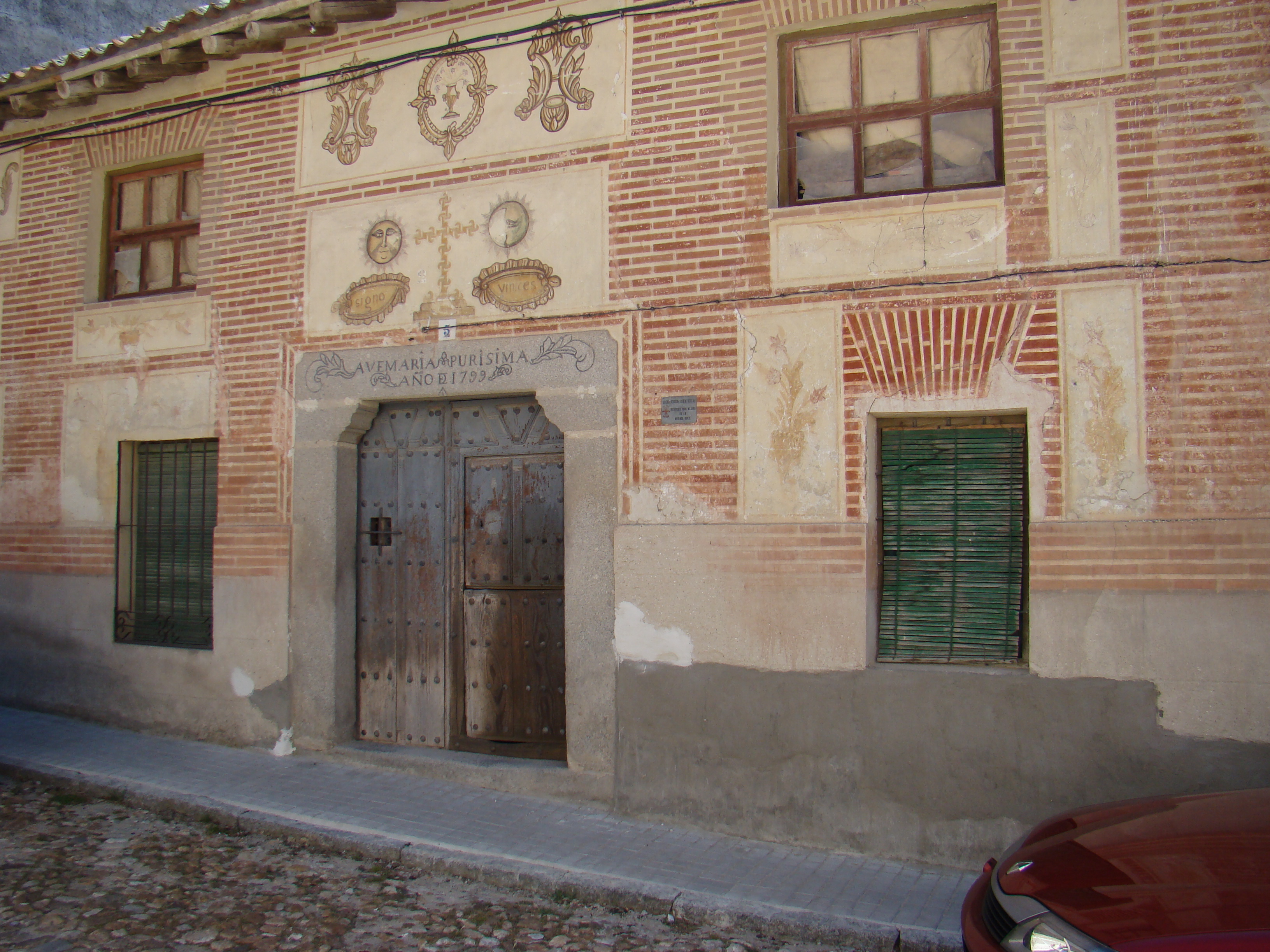
Ejemplo de fachada y portada de una Casa de Arrieros típica

A lo largo de los siglos XVII y XVIII, con un servicio semanal a Madrid, transportaban al año alrededor de 200 000 fanegas, más de un 25 % del consumo estimado de Madrid a mediados del siglo XVIII. La mitad de la población vivía de la arriería, los arrieros de Sangarcía se profesionalizan y aseguran el suministro de pan a Madrid, en los meses de invierno trabajaban exclusivamente para el Pósito de Madrid, mientras que el resto del año trabajaban por su cuenta en su actividad de compra, transporte y venta de grano para los panaderos de Madrid.
Hoy podemos observar en Sangarcía la grandeza de su pasado arriero, en sus casas arrieras con sus portadas adinteladas. Son la seña de identidad de Sangarcía y datan del siglo XVIII; están ricamente decoradas y el dintel de piedra lleva grabadas la inscripción «Ave María Purísima…». En algunas los jarrones , la luna , el sol y la cruz. Ejemplos de las ganas de ascenso social de los comerciantes de la época que trataban de forma muy solvente el grano en los mercados de Madrid. Los arrieros altamente reconocidos no sólo en la provincia sino también en toda Castilla. Se enriquecieron por la especulación del grano, que guardaban en sus sobraos para conseguir las ventas más provechosas. Uno de los arrieros proveía al panadero de la Casa Real. Otras puertas son de arco de ladrillo de tradición mudéjar.
Escuela de niñas

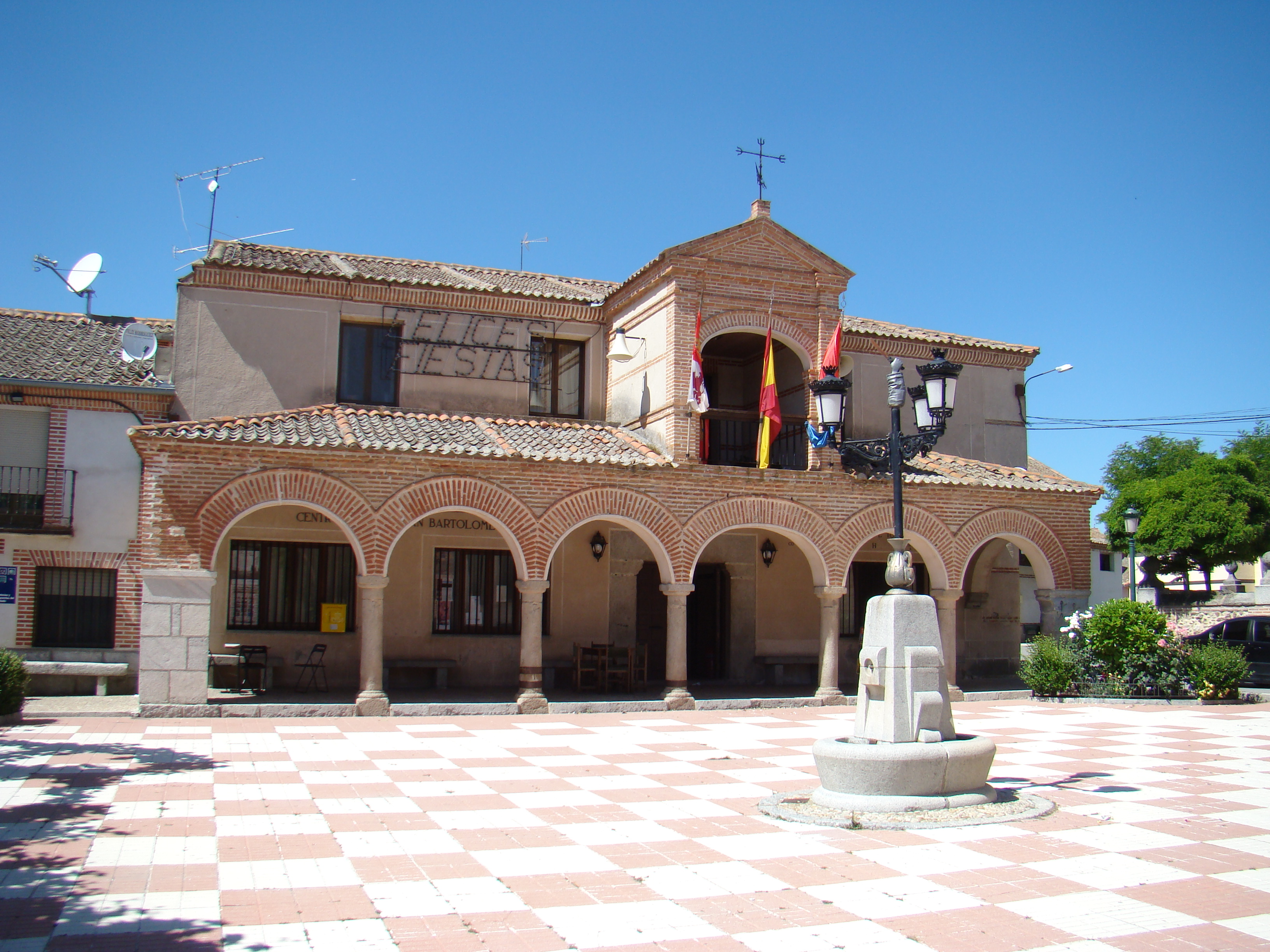
Casa consistorial, sede del Ayuntamiento

Esta es la casa más antigua que se conserva. En la fachada se lee 1700. Fue casa de agricultores, con su estructura tradicional, y transformada posteriormente en escuela de niñas. Observamos la gran portada y fachada de ladrillo macizo, no de adobe, para dar acceso en su origen a los carros y al portal de la vivienda desde el cual se da acceso a las diferentes dependencias del conjunto. En la actualidad pertenece al municipio y alberga salas multiusos.
Plaza de los novillos
Esta plaza se mantiene sin asfaltar porque en fiestas se convierte en albero dónde se festejan los toros de gran tradición en esta localidad, que vienen celebrándose ininterrumpidamente desde al menos 1702, todos los veranos en honor al patrón del municipio San Bartolomé.

### Fiestas y tradiciones
- Virgen de Las Nieves: 5 de agosto. Patrona de la localidad.
- San Bartolomé: 24-25-26 de agosto
- Fiestas patronales: la plaza se transforma en albero y lugar primordial de estas fiestas. Comienzan el 23 de agosto por la noche con sus peñas y el pregón inaugural. El 24 de agosto está protagonizado por la misa del patrón seguida de la procesión. Ya por la tarde comienza el primer encierro. Con gran tradición taurina, se ha documentado la celebración de estos festejos desde al menos 1702, por lo que ha sido declarado por la Junta de CyL Espectáculo taurino tradicional.[11] El 25 de agosto de la fiesta es el de los novillos, con un vespertino encierro y una becerrada ya por la tarde. El 26 de agosto es el día de los gansos con caldereta y paella poniendo el toque gastronómico celebrando los encierros infantiles por la tarde. Era costumbre cuando alguien se casaba o corría algún rumor, que apareciera como banderillero en el cartel de los toros.
- Santa Águeda: 5 de febrero. Tradicional fiesta donde mandan las mujeres.